# Abortive Gasp
Abortive Gasp era un gruppo EBM fondato nel 1988 da Tim Paal (voce) e Harry Luehr (composizioni) ad Amburgo. I due sono stati spesso supportati da musicisti ospiti.

## Storia
All'interno della scena EBM e Cultura underground, il duo si distingueva musicalmente sia per l'alto grado di improvvisazione sia per il precoce utilizzo del Dub. Erano controversi a causa del loro atteggiamento apolitico e della mancata osservanza del dress code della scena darkwave.
Le recensioni di Abortive Gasp da parte di vari giornalisti musicali, come Brian Duguid, sono state moderatamente positive. Alcune delle loro canzoni più conosciute, come Church Is Empty e Psychgod, hanno avuto una buona trasmissione in diverse stazioni radio negli Stati Uniti, in Belgio e in Australia.
Nella loro fase finale, la band ha guadagnato attenzione come gruppo di supporto per 'Borghesia', rispetto ai quali offrivano un netto contrasto estetico con il movimento Neue Slowenische Kunst. Gli Abortive Gasp si sono sciolti nel dicembre 1989. Nel 2021 sono stati oggetto di un cortometraggio documentario.

## Discografia
Album
- 1988: To Have the Second Crack (autoprodotto)[7]
- 1989: Raw Scent (autoprodotto)[7]
- 1989: Bullfrog (Alternate Media Tapes)
- 1989: A Fridge Fulla Bribes (Harsh Reality Music)[8]